# Juraj Nvota
Juraj Nvota (ur. 1 marca 1954 w Bratysławie) – słowacki aktor i reżyser.

## Filmografia

### Reżyseria
- 2012: eŠteBák
- 2007: Muzika
- 2002: Kruté radosti
- 2015: Hostage[1]

### Role aktorskie
- 2016: Ja, Olga Hepnarová
- 2010: Dowód osobisty (Občanský průkaz)
- 2009: Niedotrzymana obietnica (Nedodržaný sľub)
- 2009: Spokój w duszy (Pokoj v duši) – burmistrz
- 1997: Modré z neba – urzędnik
- 1992: Všetko čo mám rád – Tomáš
- 1990: Dávajte si pozor! – lekarz
- 1980: Ja milujem, ty miluješ – Jaro
- 1976: Ružové sny – listonosz Jakub